# 荒川文六

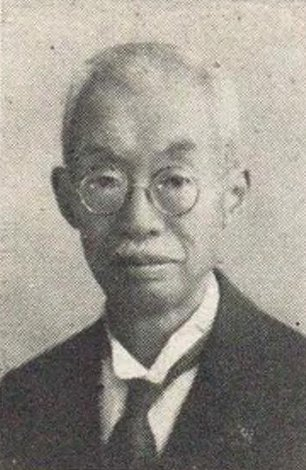
荒川文六

荒川 文六（あらかわ ぶんろく、1878年（明治11年）11月18日 - 1970年（昭和45年）2月9日）は、日本の電気工学者。位階は正三位。九州帝国大学総長。工学博士。

## 人物
神奈川県横浜生まれ。荒川省吾の長男。1886年、日本組合番町教会で小崎弘道から受洗。高等学校時代に信仰告白をなし、日曜学校教師、オルガニストとして活躍。後に福岡組合基督教会(現、日本基督教団福岡警固教会)に移り、福岡女学院理事長、日本基督教団常議員をつとめた。
九州帝国大学教授、同大総長の他、九州タイムズ社長も歴任する等、西日本での電気工学界の中心人物として活躍する。1946年3月22日、貴族院勅選議員に任じられ、無所属倶楽部に属し1947年5月2日まで在任した。1911年、工学博士。1965年、文化功労者。
主著に『荒川電気工学』等。趣味は西洋音楽。宗教はキリスト教。
晩年は久留米市に自宅を構えた。1970年（昭和45年）2月9日、腸閉塞のため久留米大学病院にて死去。91歳。告別式は同月17日、福岡女学院大学で行われた。

## 略歴
- 日本中学卒業。同期に渋沢元治など
- 1897年7月：第一高等学校卒業
- 1900年7月：東京帝国大学工科大学電気工学科首席卒業
- 1901年4月：東京帝国大学工科大学助教授
- 1911年1月：九州帝国大学工科大学教授（電気工学第二講座）
- 1931年7月：九州帝国大学工学部長（1933年7月まで）
- 1936年11月：九州帝国大学総長（1945年3月まで）
- 1945年12月：九州帝国大学名誉教授

## 栄典
位階
- 1940年（昭和15年）3月1日 - 正三位[8]

勲章等
- 1944年（昭和19年）11月15日 - 勲一等旭日大綬章[9]

## 家族・親族
荒川家
- 父・省吾（東京士族）[4]
- 妻・千代子（1883年 -1943年、井深文雄の妹[4]、井深梶之助の長女[10]）
- 子[4]

親戚
- 妻の父・井深梶之助（米国神学博士、明治学院名誉総理）[10]